# ウチワフグ
ウチワフグ（学名: Triodon macropterus）は、フグ目に属する深海性の海水魚である。ウチワフグ属 (Triodon) を形成する現生では唯一の種で、1属1種でウチワフグ科を構成する。腹部にうちわのような膜状の構造があることが大きな特徴で、和名の由来ともなっている。この膜は開閉可能で、外敵への威嚇に役立っていると考えられている。世界的にも稀な種だが、分布域自体は広く、太平洋とインド洋の熱帯・亜熱帯域の各地で記録されている。日本でも南日本で稀にみられる。無毒で、食用にされることもある。

## 分類と名称

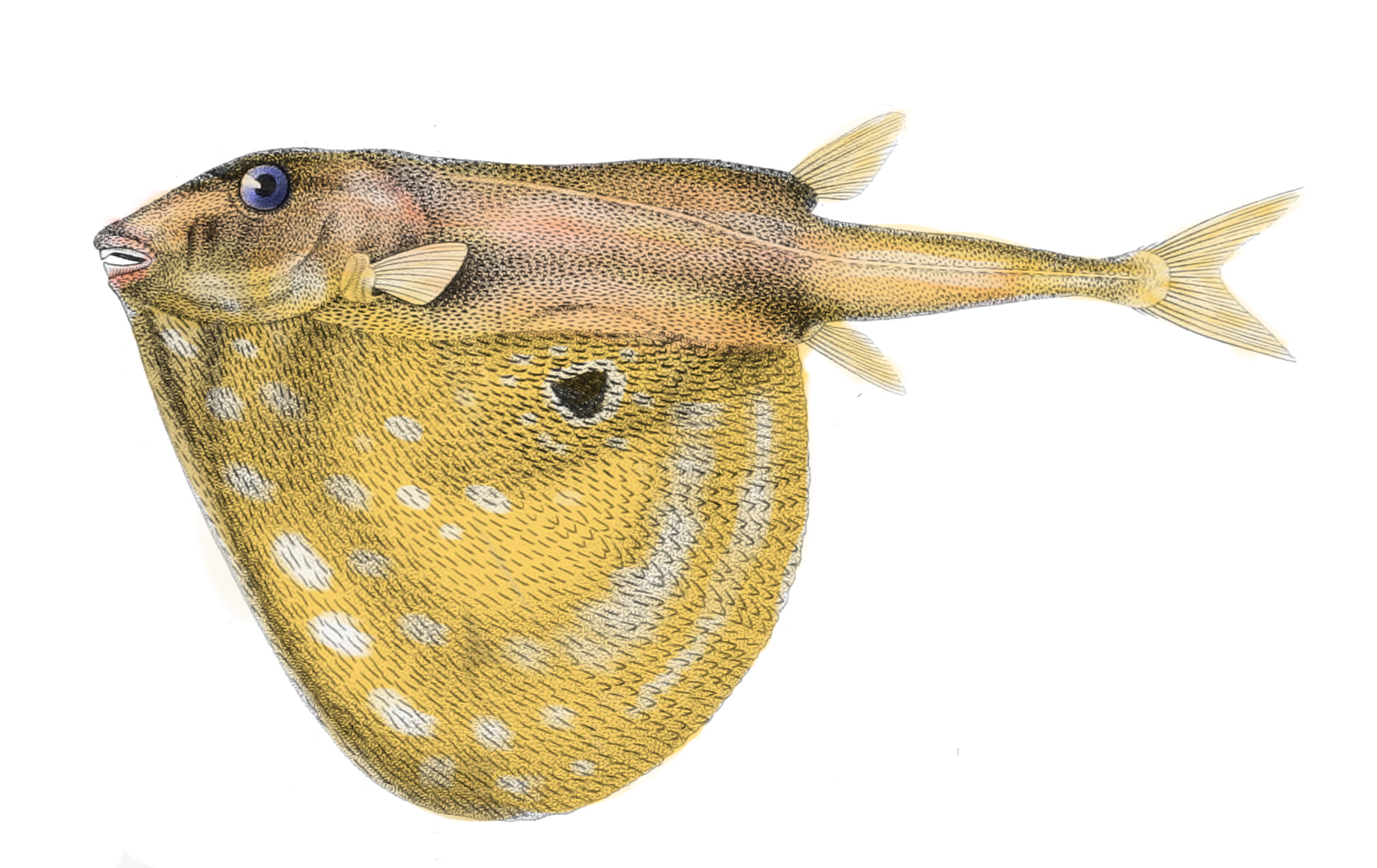
キュヴィエによる図版

ウチワフグはフグ目のウチワフグ科(Triodontidae)ウチワフグ属 (Triodon )に分類される。ウチワフグ科に属する現生種は本種1種のみであるが、化石種としては3種が知られている。特に始新世の地層から得られたTriodon antiquusは本種と非常によく似た形態を示す。
ウチワフグ科は形態情報からは長らくフグ科やハリセンボン科に近縁とされ、フグ亜目の最も原始的なグループと考えられていたが、近年の分子系統学的研究においては、本種はフグ亜目の魚よりもむしろハコフグ科やイトマキフグ科の種に近縁であることが示されている。ただし本種のフグ目内での正確な系統的位置については未だ統一した見解が得られておらず、議論が続いているのが現状である。
現在有効とされている本種の学名はTriodon macropterus である。この学名はフランスの博物学者ルネ＝プリムヴェール・レッソンによる命名で、彼が動物学分野を担当し、7年間かけて執筆したコキーユ号(La Coquille)の航海報告書Voyage au tour du monde sur La Coquille において記載されている。本種の記載文は1831年に出版されているが、図版はそれに先行して1829年初頭に出版されている。このレッソンによる図版の出版後、同じ1829年に、ジョルジュ・キュヴィエはTriodon bursarius という種を記載しているが、この種は本種と同種と見なされている。記載文についてはキュヴィエが先行しているという特殊な状況のため、本種の有効な学名についてはしばらく混乱があった。しかし、先取権の原則に基づいて現在ではレッソンの学名が正式に用いられている。
属名のTriodon はギリシャ語で「三つの歯」という意味であり、英名のThreetooth pufferと同様、下で述べるように歯が3つあることに由来する。種小名のmacropterus はギリシャ語で「大きな翼の」という意味であり、和名の「ウチワフグ」と同様、腹部の膜状部が団扇のように大きく広がることに由来するものである。

## 形態

### 概要
全長54 cmに達する。体は側扁し、やや長い。上顎の歯は2枚の歯板からなって中央に縫合線がみられるが、下顎の歯は縫合線がなく、1枚の歯板からなる。頭部には側線が発達する。背鰭は10-12軟条、胸鰭は14-17軟条、臀鰭は9-10軟条からなる。体の表面には鋸歯状の鱗が密に存在する。尾柄は細く、尾鰭は深く二叉する。
腹部の膜状部は非常に大きく、うちわ状に発達する。この膜状部は開閉可能で、生きて泳いでいる時にはほとんど閉じた状態である。膜状部を閉じた状態の本種はセンニンフグやクマサカフグといった大型のサバフグ属魚類と類似のほっそりとした体型を示す。魚類学者の松浦啓一が美ら海水族館のグループと共同で行った研究により、腹膜上の鱗が曲面を形成する微細な隆起をもち、この構造によって膜状部全体を完全に閉じることが可能となっていることが明らかとなった。
体色は背面と腹面で黄褐色で、膜状部のうち躯幹部に近い部分は白色、その他は黄色である。膜状部の中央には白く縁取られた黒色の眼状斑点が存在するが、膜状部を閉じた状態ではあまり目立たない。膜状部の辺縁に沿って2本の黄色帯が存在する。臀鰭は淡灰色で、その他の鰭は淡褐色である。
稚魚が得られるのは極めて稀であるが、最小で標準体長20 mmの個体の報告がある。その報告によれば、稚魚では腹部膜状部の発達が見られず、体側面の眼状斑点も存在しない。頭部が標準体長の45%と著しく大きいことや、尾柄が標準体長の12%程度と極めて短いことも成魚と異なっている。

### 他科との識別
歯が上顎に2枚、下顎に1枚の計3枚であること、および腹部膜状部が極めて大きいことから、フグ目の他の全ての科と容易に区別される。

## 分布
世界的に稀な種だが、分布域自体は広くインド洋、および西太平洋の熱帯・亜熱帯域に広く分布する。分布域は西はアフリカ東岸から東へフィリピンや日本、オーストラリアへと広がり、ニューカレドニアやトンガまで生息が確認されている。
日本では三浦半島以南の南日本でみられる。日本でも稀種とされるが、時折大量に獲れることもある。
本種は一般に深海性のフグといわれ、水深50-377 mで報告があるが、特に水深100 mより深い海域でよくみられる。大陸棚周辺に分布する。

## 生態

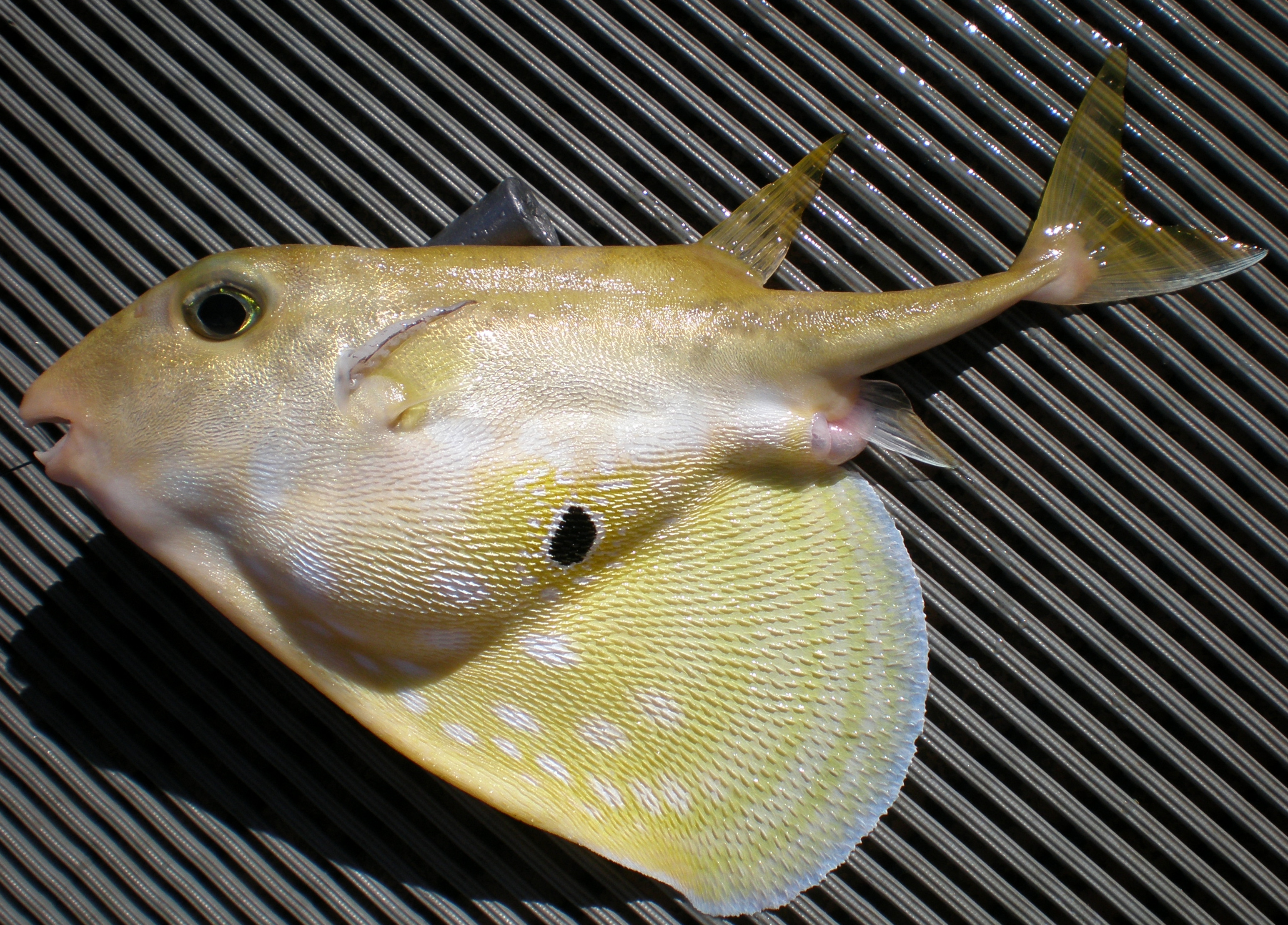
捕獲された直後に撮影された、腹部膜状部が半開きの状態になっている個体

深海性の種で生きている個体の観察が難しく、捕獲されるのも稀であるため、生態に関する情報は限られている。先述の松浦らの研究により、生きている状態の本種の行動が初めて観察され、膜状部を開閉する行動が観察された。深海で深海探査艇による調査を行った際は、はじめ膜状部を完全に閉じていたが、探査艇が本種に近づくと突然膜状部を開き、そのまま泳ぎ去ったという。美ら海水族館で本種を飼育した際は、水槽に導入してしばらくは他の魚が近づくたびに膜状部を広げる行動がみられた。しかし、水槽環境に慣れた後は他の魚が近づいても膜状部を広げることはなくなった。こういった観察から、本種は膜状部を広げることにより、自らの体サイズを大きく見せ、他の魚を威嚇、警戒していると考えられている。膜を広げると目立つようになる眼状斑点も、威嚇に役立っている可能性が高い。この他水族館飼育個体では、あくびのように口を開ける行動に伴って膜状部が少し開くことが観察されている。
繁殖生態の詳細については不明である。本種の稚魚の胃内容物を調査した結果によれば、浮遊性の有孔虫や海綿、棘皮動物、甲殻類などの体の一部が発見され、これらの生物を捕食している可能性が高いと考えられる。テトロドトキシンやその誘導体は体内にもたず、無毒である。

## 人間との関係
一本釣りなどで漁獲されることがあり、無毒のため、皮を剥いで食用にする。先述の研究の中で、沖縄の美ら海水族館が6年間に渡る展示水槽での飼育に成功している。